# Saison 1970-1971 du MC Oran
Maillots
Chronologie
Saison précédente Saison suivante
La saison 1970-1971 du Mouloudia Club d'Oran. est la septième saison en Division Nationale un. 
Les matchs se déroulent essentiellement en Championnat d'Algérie de football 1970-1971 et en Coupe d'Algérie de football 1970-1971. 
Lors de cette saison, le MC Oran entre dans l'histoire en gagnant le titre de champion d'Algérie avec en plus deux joueurs ex æquo meilleurs buteurs du championnat d'Algérie : le légendaire buteur Abdelkader Freha et l'attaquant Noureddine Hammel dit Mehdi, avec 15 buts chacun.

## Effectif du club
- Larbi (G.B), Meguenine, Bouhadji, Beddiar, Djelly, Kechra, Chaib Hadou, Embarek, Fréha, Mehdi, Krimo, Yahiaoui, Bouziane, Kara(G.B), Djellil, Boudellal(G.B), sabi, Besssah.
- Entraîneur : Carlos Gomez (Portugal)[1]

## Championnat

### Rencontres de Championnat
| Date                         | J  | Adversaire      | Lieu | Résultat | Buteurs pour l'MCO                   |
| 20 septembre 1970            | 1  | ES Sétif        | Dom. | 4 - 0    | Freha 47e 55e 80e - Hamel 5e         |
| 27 septembre 1970            | 2  | CR Belcourt     | Ext. | 0 - 1    | Freha 51e                            |
| 4 octobre 1970               | 3  | USM Alger       | Dom. | 3 - 1    | Hamel 5e 88e Freha 80e               |
| 11 octobre 1970              | 4  | NAA Hussein Dey | Ext. | 1 - 1    | Freha 87e                            |
| 18 octobre 1970              | 5  | JSM Tiaret      | Dom. | 2 - 1    | Freha 4e - Hamel 36e                 |
| 25 octobre 1970              | 6  | USM Bel-Abbès   | Dom. | 3 - 2    | Bouhadji 7e - Hamel 52e - Freha 55e  |
| 8 novembre 1970              | 7  | CS Constantine  | Ext. | 0 - 3    | -                                    |
| 15 novembre 1970             | 8  | CSS Kouba       | Dom. | 3 - 1    | Hamel 48e 68e - Freha 50e            |
| 22 novembre 1970             | 9  | MC Alger        | Ext. | 1 - 4    | Hamel 82e                            |
| 29 novembre 1970             | 10 | JS Kabylie      | Dom. | 4 - 1    | Freha 6e 51e - Chaib 13e - Hamel 27e |
| 13 décembre 1970             | 11 | ES Guelma       | Ext. | 1 - 4    | Freha 60e                            |
| 3 janvier 1971               | 12 | ES Sétif        | Ext. | 0 - 0    | -                                    |
| 17 janvier 1971              | 13 | CR Belcourt     | Dom. | 2 - 0    | Freha 65e -Hamel 78e                 |
| 24 janvier 1971              | 14 | USM Alger       | Ext. | 1 - 2    | Sabi 37e                             |
| 14 février 1971              | 15 | NAA Hussein Dey | Dom. | 2 - 2    | Freha 21e - Hamel 77e                |
| 21 février 1971              | 16 | JSM Tiaret      | Ext. | 1 - 1    | Hamel 18e                            |
| 28 fevrier 1971 a mohammadia | 17 | USM Bel-Abbès   | Ext. | 3 - 1    | forfait de l'USMBA                   |
| 7 mars 1971                  | 18 | CS Constantine  | Dom. | 2 - 1    | Gribi 1re - Freha 24e                |
| 28 mars 1971                 | 19 | CSS Kouba       | Ext. | 1 - 1    | Hamel 49e                            |
| 04 avril 1971                | 20 | MC Alger        | Dom. | 1 - 0    | Hamel 24e                            |
| 18 avril 1971                | 21 | JS Kabylie      | Ext. | 0 - 0    | -                                    |
| 25 avril 1971                | 22 | ES Guelma       | Dom. | 2 - 0    | Krimo 44e - Hamel 46e                |

### Classement
| Place | Club           | Points | Joué | Victoire | Nul | Défaite | Buts pour | Buts contre | D i f f |
| ----- | -------------- | ------ | ---- | -------- | --- | ------- | --------- | ----------- | ------- |
| 1er   | MC Oran        | 52     | 22   | 12       | 6   | 4       | 38        | 26          | +12     |
| 2e    | CS Constantine | 48     | 22   | 10       | 6   | 6       | 34        | 30          | +4      |
| 3e    | MC Alger       | 46     | 22   | 7        | 10  | 5       | 28        | 22          | +6      |
| 4e    | NA Hussein Dey | 46     | 22   | 9        | 6   | 7       | 24        | 20          | +4      |
| 5e    | USM Alger      | 45     | 22   | 7        | 9   | 6       | 37        | 32          | +5      |
| 6e    | CR Belcourt    | 45     | 22   | 9        | 5   | 8       | 31        | 28          | +3      |
| 7e    | JS Kabylie     | 44     | 22   | 8        | 6   | 8       | 30        | 37          | -7      |
| 8e    | ES Guelma      | 41     | 22   | 7        | 5   | 10      | 30        | 35          | -5      |
| 9e    | JSM Tiaret     | 40     | 22   | 6        | 6   | 10      | 21        | 22          | -1      |
| 10e   | USM Bel-Abbès  | 40     | 22   | 8        | 4   | 10      | 20        | 26          | +1      |
| 11e   | ES Sétif       | 40     | 22   | 5        | 8   | 9       | 21        | 32          | -11     |
| 12e   | RC Kouba       | 39     | 22   | 5        | 7   | 10      | 31        | 36          | -5      |

## Coupe d'Algérie
| Date             | Tour          | Adversaire     | Stade (ville) | Résultat | Buteurs pour MCO                             | Références |
| 20 décembre 1970 | 32e de finale | EM Bel-Abbès   |               | 1 - 6    | Hammel 37e 39e 61e 75e, Freha 73e, Krimo 74e |            |
| 7 février 1971   | 16e de finale | OM Médéa       |               | 2 - 1    | Freha 20e 42e                                |            |
| 21 mars 1971     | 8e de finale  | MO Constantine |               | 2 - 4ap  | Chaib 4e, Hammel 73e                         |            |

### Coupe du Maghreb des clubs champions
| Date             | Heure | Tour                   | Adversaire | Stade (ville)                | Résultat | Buteurs pour l'MCO | Arbitres |
| ---------------- | ----- | ---------------------- | ---------- | ---------------------------- | -------- | ------------------ | -------- |
| 17 décembre 1971 | -     | Demi-finale            | CS Sfax    | Stade d'honneur (Casablanca) | 2 - 0    | -                  | Bourezki |
| 19 décembre 1971 | -     | Match pour la 3e place | RS Settat  | Stade d'honneur (Casablanca) | 1 - 0    | -                  |          |

## Buteurs
| N° | Pos.      | Nat. | Nom                         | Division Nationale | Coupe d'Algérie | Total |  |           |  |                             |    |   |    |
| -- | --------- | ---- | --------------------------- | ------------------ | --------------- | ----- |  | --------- |  | --------------------------- | -- | - | -- |
| N° | Pos.      | Nat. | Nom                         | Division Nationale | Coupe d'Algérie | Total |  | Attaquant |  | Noureddine Hammel dit Mehdi | 15 | 5 | 20 |
|    | Attaquant |      | Abdelkader Freha            | 15                 | 3               | 18    |  |           |  |                             |    |   |    |
|    | Attaquant |      | Haddou Chaïb                | 1                  | 1               | 2     |  |           |  |                             |    |   |    |
|    |           |      | Krimo                       | 1                  | 1               | 2     |  |           |  |                             |    |   |    |
|    |           |      | Djelloul Bouhadji           | 1                  | 0               | 1     |  |           |  |                             |    |   |    |
|    |           |      | Sabi                        | 1                  | 0               | 1     |  |           |  |                             |    |   |    |
|    |           |      | Gribi                       | 1                  | 0               | 1     |  |           |  |                             |    |   |    |
|    |           |      | csc (3 buts sur tapis vert) | 3                  | -               | 3     |  |           |  |                             |    |   |    |
|    |           |      | Total                       | 38                 | 10              | 48    |  |           |  |                             |    |   |    |